# Celeste (videogioco)
Celeste è un videogioco a piattaforme indie sviluppato da Maddy Thorson e Noel Berry, in collaborazione con lo studio brasiliano MiniBoss. Il gioco in origine fu creato in quattro giorni come prototipo durante un game jam,  successivamente venne ampliato e rilasciato con una versione completa. Il gioco è stato pubblicato il 25 gennaio 2018 per Microsoft Windows, Nintendo Switch, PlayStation 4, Xbox One, macOS e Linux. Un DLC gratuito intitolato Farewell è stato pubblicato il 9 settembre 2019.

## Trama
Una ragazza di nome Madeline, nel tentativo di superare la sua depressione e le sue ansie, decide di scalare l'immaginaria montagna Celeste, nel Canada occidentale. Durante la scalata della montagna, dove accadono eventi soprannaturali, incontra Theo, un aspirante fotografo, la cui sorella è affetta da depressione, come Madeline. Accomunati da questa condizione, i due si legano alle loro rispettive storie. 
Madeline, nel corso della scalata, incontra più volte "la parte oscura" di se stessa, ovvero la manifestazione di tutti gli aspetti della sua personalità che considera cattiva. Questa tenta, continuamente, di metterle il bastone fra le ruote e, una volta arrivata alla cima, riesce a farla cadere giù dalla montagna. 
Sopravvissuta alla caduta, Madeline incontra la nonnina, conosciuta all'inizio della scalata, la quale le suggerisce che la "parte di lei" sia spaventata e in difficoltà, e le consiglia di parlarle. Madeline si scusa con lei e le offre di lavorare insieme. La "parte oscura" tenta di vendicarsi e contrattaccare, ma Madeline riesce a logorarla abbastanza da convincerla che va bene avere paura, e che lavorando insieme possono fare qualsiasi cosa. La "parte oscura" si fonde così con Madeline.
Collaborando, le due risalgono la montagna e finalmente raggiungono la vetta. Riconoscendo che una volta che lascerà la montagna Celeste, la "parte oscura" perderà la sua capacità di manifestarsi nel mondo reale, le due si godono la vista per un po' prima di tornare giù dalla montagna a casa della nonnina, dove Madeline cucina una torta con le fragole che aveva raccolto sulla montagna.

## Capitoli
Il gioco si divide in nove capitoli. I primi otto capitoli presentano due variazioni di maggiore complessità= il lato B e il lato C, mentre il nono non presenta variazioni. Sono inoltre presenti due brevi capitoli, i quali non sono numerati: il prologo e l'epilogo.
I capitoli sono:
- Capitolo 1, Città abbandonata: Madeline attraversa una città in rovina, dove incontra Theo, un aspirante fotografo. Il capitolo è caratterizzato dalla presenza di blocchi a forma di ascensore che si muovono a contatto con la protagonista.

- Capitolo 2, Antiche rovine: In sogno, Madeline viene perseguitata dalla sua parte oscura. Il capitolo è caratterizzato dalla presenza di blocchi gelatinosi attraversabili solo grazie allo scatto

- Capitolo 3, Albergo Celestiale: Madeline deve aiutare mr. Oshiro, un albergatore fantasma, a pulire il suo albergo, in modo da poter proseguire la scalata. Questo capitolo è caratterizzato dalla presenza di ammassi di polvere che uccidono al contatto.

- Capitolo 4, Dorsale dorata: Madeline gestisce un attacco di panico su una funivia grazie a Theo. Il capitolo è caratterizzato dalla presenza di vento e bolle verdi che muovono Madeline in una direzione scelta dal giocatore.

- Capitolo 5, Tempio degli specchi: Madeline deve salvare Theo da un tempio magico che materializza i tormenti interni delle persone. Questo capitolo è caratterizzato dalla presenza di blocchi che si muovono allo scatto di Madeline e di bolle rosse che si muovono indefinitamente.

- Capitolo 6, Riflettere: Madeline viene scagliata giù dalla montagna dalla sua parte oscura. In fondo a una grotta affronta la sua parte oscura, e le due riescono a riappacificarsi e fondersi. Questo capitolo è caratterizzato dalla presenza delle piume, che permettono a Madeline di volare per un limitato periodo di tempo, e i Kevin, dei blocchi che si muovono quando colpiti da Madeline con uno scatto.

- Capitolo 7, La vetta: Madeline e la sua parte scalano tutta la montagna, raggiungendo la vetta. Il livello è caratterizzato dal doppio scatto e tutte le meccaniche dei capitoli precedenti. Questo è il capitolo finale del gioco.

- Capitolo 8, Nucleo: Madeline esplora un'enorme caverna presente all'interno del monte Celeste. Questo capitolo è caratterizzato dalla presenza di interruttori che permettono di passare tra versione calda e la versione fredda del livello.

- Capitolo 9, Addio: Madeline deve affrontare la morte della Nonnina, e insegue un uccello nello spazio per poterla portarla indietro. Il capitolo è caratterizzato dalla presenza di meduse, usate come paracadute, pesci palla esplosivi, gemme che danno due scatti e barriere elettriche alimentate da scatole elettriche.

## Modalità di gioco

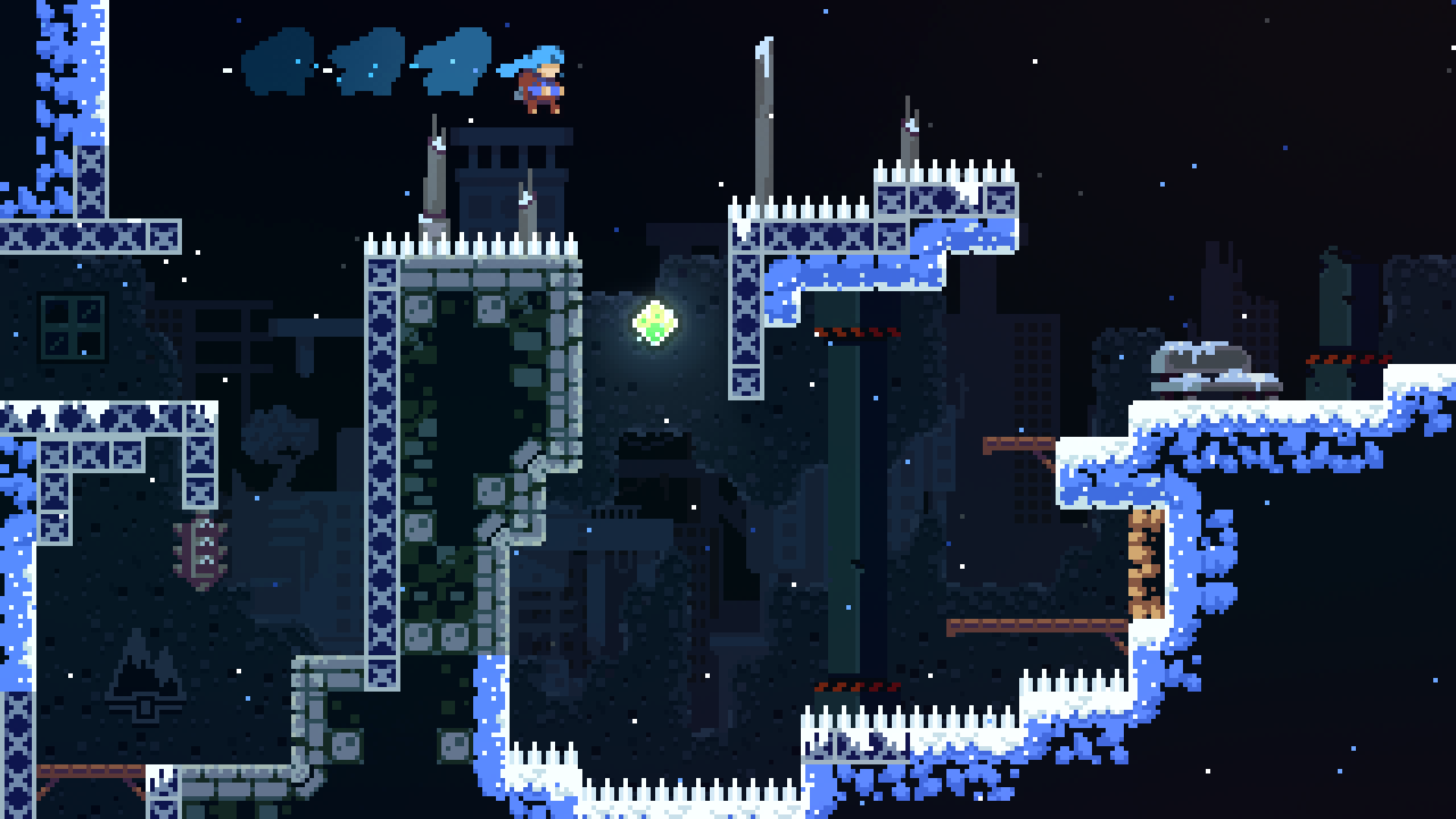
In questo screenshot, il personaggio, Madeline, sta scattando a mezz'aria verso un oggetto, il quale permetterà la ricarica dell'abilità.

Celeste è un videogioco a piattaforme in cui i giocatori vestiranno nei panni di Madeline, una ragazza che percorre una strada su una montagna, evitando vari ostacoli mortali. Oltre a saltare e arrampicarsi sui muri per un periodo di tempo limitato, Madeline ha la possibilità di eseguire uno scatto a mezz'aria in qualsiasi direzione; questa mossa può essere eseguita solo una volta e poi ricaricata atterrando sul terreno o colpendo determinati oggetti. Durante ogni livello, il giocatore incontrerà meccaniche aggiuntive, come molle, che consentono un breve salto, oppure oggetti mortali. Nascoste in ogni livello vi sono delle fragole, che possono essere ottenute, facoltativamente, attraverso sezioni di risoluzione dei puzzle; ciò influisce leggermente sul finale del gioco a seconda di quante fragole vengono raccolte.

## Sviluppo

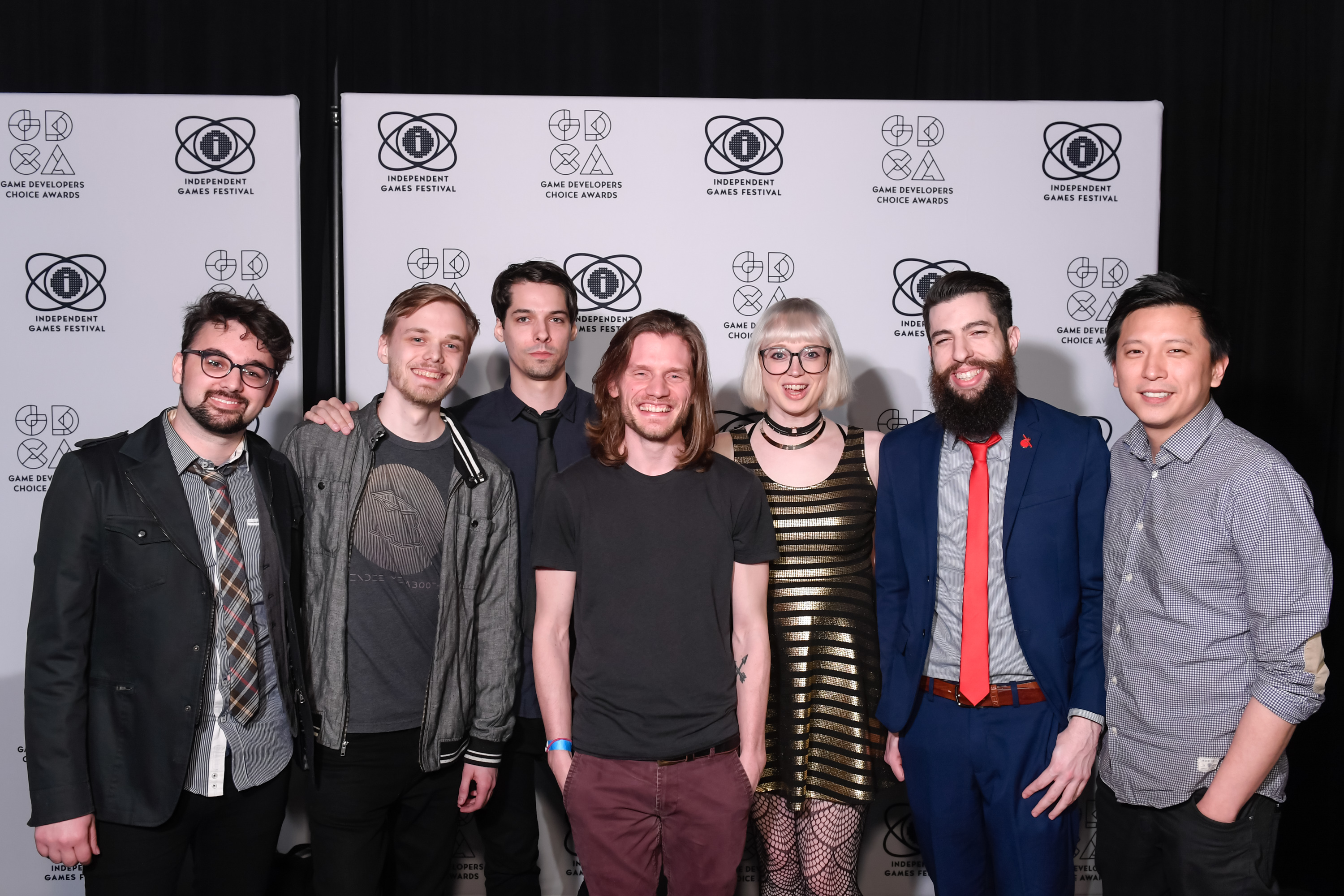
Sviluppatori di Celeste al GDC Independent Games Festival 2018.

Noel Berry e Maddy Thorson hanno creato un prototipo di Celeste in quattro giorni, durante un evento Hackathon. Il risultato è stato un videogioco a piattaforme con 30 livelli per la console virtuale Pico-8, progettata per riflessi veloci e precisi. Gli sviluppatori sono stati ispirati dai videogiochi a piattaforme difficili, dell'era della Super Nintendo. In seguito, Berry e Thorson hanno sviluppato il gioco in una versione indipendente con oltre 90 livelli. Sulla piattaforma di streaming Twitch, hanno mostrato momenti del loro processo di sviluppo. Celeste è stato distribuito su Nintendo Switch, PlayStation 4, Xbox One, Windows, Linux e macOS il 25 gennaio 2018. Il prototipo originale Pico-8 è incluso nel gioco come minigioco sbloccabile.

## Accoglienza
Kevin Mersereau di Destructoid ha descritto Celeste come "un'esperienza di gioco essenziale", affermando che per la prima volta non ha assolutamente nulla di cui lamentarsi. Tom Marks di IGN ha elogiato la storia del gioco e il modo con cui si è combinato con il gameplay, affermando di essersi preoccupato profondamente della lotta di Madeline, immedesimandosi in lei in un modo che non si aspettava.
La colonna sonora di Celeste, composta da Lena Raine e pubblicata da Materia Collective, è stata molto apprezzata dalla critica. 
| Anno | Premio                                         | Categoria                        | Risultato | Fonte              |
| ---- | ---------------------------------------------- | -------------------------------- | --------- | ------------------ |
| 2018 | National Academy of Video Game Trade Reviewers | Original Light Mix Score, New IP | Candidato | [ 5 ]              |
| 2018 | Independent Games Festival                     | Excellence in Audio              | Candidato | [ 6 ] [ 7 ]        |
| 2018 | Independent Games Festival                     | Premio Audience                  | Vincitore | [ 6 ] [ 7 ]        |
| 2018 | Golden Joystick Awards                         | Miglior gioco indie              | Candidato | [ 8 ] [ 9 ] [ 10 ] |
| 2018 | Golden Joystick Awards                         | Gioco dell'Anno                  | Candidato | [ 8 ] [ 9 ] [ 10 ] |
| 2018 | The Game Awards 2018                           | Gioco dell'Anno                  | Candidato | [ 11 ]             |
| 2018 | The Game Awards 2018                           | Miglior colonna sonora           | Candidato | [ 11 ]             |
| 2018 | The Game Awards 2018                           | Gioco di maggior impatto         | Vincitore | [ 11 ]             |
| 2018 | The Game Awards 2018                           | Miglior gioco indipendente       | Vincitore | [ 11 ]             |
| 2019 | Game Developers Choice Awards                  | Miglior Audio                    | Vincitore | [ 12 ] [ 13 ]      |
| 2019 | Game Developers Choice Awards                  | Miglior Design                   | Candidato | [ 12 ] [ 13 ]      |
| 2019 | Game Developers Choice Awards                  | Gioco dell'Anno                  | Candidato | [ 12 ] [ 13 ]      |

| Punteggio aggregato | Punteggio aggregato                                |
| ------------------- | -------------------------------------------------- |
| Metacritic          | (XONE) 94/100 (NS) 92/100 (PS4) 91/100 (PC) 88/100 |
| Punteggi recensioni |                                                    |
| Destructoid         | 10/10                                              |
| Game Informer       | 9/10                                               |
| GameSpot            | 9/10                                               |
| IGN                 | 10/10                                              |
| Nintendo Life       | [ 22 ]                                             |
| Polygon             | 8/10                                               |
| VideoGamer.com      | 9/10                                               |
| PC Gamer            | 80/100                                             |